# Rio Geoagiu (Alba)
O Rio Geoagiu é um rio da Romênia, afluente do Mureş, localizado no distrito de Alba.